# Diabolical Fullmoon Mysticism
Diabolical Fullmoon Mysticism es el primer álbum de la banda noruega de black metal Immortal. Este y At the Heart of Winter son los únicos discos de la banda que contienen guitarras acústicas. Además un video fue hecho para la canción "The Call of the Wintermoon".
El álbum fue lanzado tanto versión CD estándar como también en ediciones limitadas en LP, picture disc y casete. La edición limitada en picture disc fue reeditada por Osmose Productions en 1998 y una versión regular en LP fue reeditada en el 2005.
Es a partir de este álbum que se empieza a usar el concepto de Blashyrkh en la canción "Blacker Than Darkness".

## Lista de canciones
Toda la música por Abbath y Demonaz, letra de Demonaz
1. "Intro" - 1:35
2. "The Call of the Wintermoon" - 5:40
3. "Unholy Forces of Evil" - 4:28
4. "Cryptic Winterstorms" - 6:08
5. "Cold Winds of Funeral Dust" - 3:47
6. "Blacker Than Darkness" - 4:17
7. "A Perfect Vision of the Rising Northland" - 9:03

Un video fue hecho para la canción, The Call of the Wintermoon.
En la parte posterior del CD, hay un error en la canción  Cold Winds of Funeral Dust, ya que está escrito como Cold Winds Of Feneral Dust.

## Créditos
- Demonaz Doom Occulta - guitarra y letras.
- Abbath Doom Occulta - bajo y voces.
- Armagedda - batería e percusión.